# Гейер, Густав (1826)
Густав Гейер (нем. Gustav Friedrich Casimir Heyer; 1826—1883) — немецкий учёный-лесовод и педагог; профессор Гисенского (с 1854) и Мюнхенского (с 1878) университетов. 

## Биография
Родился 11 марта 1826 года в Гисене в семье Карла Юстуса Гейера.
Окончил гимназию Ландграфа-Людвига и в 1843—1847 годах изучал лесоводство в Гиссенском университете. После двухлетней деятельности по лесному хозяйству, в 1849 году получил хабилитацию и стал приват-доцентом Гисенского университета и в 1857 году был избран ординарным профессором.
В дополнение к преподавательской деятельности он был обер-форстером в Гиссене с 1854 по 1857 год.
С 7 марта 1868 года был назначен директором недавно основанной Королевской Лесной академии в Мюндене. В 1872 году ему было пожаловано звание гехаймрата.
Не сочувствуя существованию в Германии отдельных лесных учебных заведений, а будучи ревностным защитником преподавания лесных наук в университетах, в 1878 году перешёл профессором в Мюнхенский университет на кафедру лесоустройства, оценки леса и лесной статики.
Трагически погиб 10 июля 1883 года; ушёл на рыбалку и не вернулся домой. Его тело было обнаружено в воде только 14 июля. Медицинское заключение определило, что у него, вероятно, случился сердечный приступ в холодной воде, когда он пытался развязать леску. Похороны состоялись 15 июля на Старом Северном кладбище в Мюнхене. На могиле был поставлен портретный бюст по проекту Томаса Деннерлейна. После ликвидации этого кладбища был перезахоронен в 1913 году на Старом кладбище в Гиссене.
Известен своими трудами по лесоустройству, оценке леса и лесной статистике. Сочинения его составляют ценный вклад в лесную науку: «Verhalten der Waldbäume gegen Licht und Schatten» (1852; рус. перевод: «Об отношении древесных пород к свету и тени» — помещен в журнале «Сельское хозяйство и лесоводство», 1866 г.); «Ueber die Ermittelung der Masse, des Alters und des Zuwachses der Holzbestände (1852); «Forstliche Bodenkunde und Klimatologie» (1856); «Anleitung zur Waldwerthrechnung» (Berlin. — 1865; 2-е изд. переведено на русский язык Д. М. Кравчинским: Руководство к оценке лесов. — СПб.: тип. В. Киршбаума, 1878) и, наконец, классическое сочинение — «Handbuch der forstlichen Statik» (Berlin. — 1871; плохой перевод на русский язык П. И. Корсини: Руководство к лесной статике. — СПб.: тип. т-ва «Обществ. польза», 1878). Кроме того, с 1856 по 1878 год он редактировал один из лучших лесохозяйственных журналов — «Allgemeine Forst- und Jagdzeitung», в котором помещено много весьма ценных для науки его статей. Биографии Г. в журналах 1883 г.: «Allgemeine Forst- und Jagdzeitung», «Zeitschrift für Forst- und Jagdwesen» и «Forstwissenschaftliche Centralblatt». 